# Heers, Britannia
Heers, Britannia! is een compositie van Dmitri Sjostakovitsj. Sjostakovitsj hield van het theater en schreef daar ook veel muziek voor. 'Heers, Britannia! is geschreven voor het Teatr Rabochey Molodyozhi (TRAM) dat zich vanaf midden jaren '20 ontwikkelde van een amateurgezelschap in een meer professioneel gericht ensemble en vervolgens beschuldigd werd van formalisme (uitvoeren van in de Sovjetautoriteiten onbegrijpelijk toneel). Adrian Piotrovski schreef voor dat gezelschap een toneelstuk Heers, Britannia!, dat in mei 1931 werd uitgevoerd, maar vervolgens van het “toneel” verdween. Piotrovki onderging het lot als zovelen tijdens de terreurdaden van Jozef Stalin, hij werd in 1938 gearresteerd en terechtgesteld. Het toneelstuk ging over de ontmoeting van een Russisch en Brits schip (de Britannia) in een Westerse haven en gaat over de strijd tussen de goeden (Russen) en zwarthemden. De componist, die zich afzijdig wilde houden van de politiek (hijzelf stond regelmatig op de nominatie om opgepakt te worden), schreef er muziek bij, waarbij hij de Internationale weer eens van stal haalde.
De componist ging zelf ook niet zorgvuldig om met de muziek, want daarvan zijn ook delen niet meer terug te vinden (wel pianomanuscripten). Er vond op sommige plaatsen een reconstructie plaats door componist/dirigent Mark Fitz-Gerald.

## Delen
1. Internationale (voor koor en orkest)
2. Infanteriemars in allegretto voor orkest
3. Volgens de Sovjetroute voor orkest
4. Protest in allegro voor orkest
5. Het hijsen van de vlag in allegretto voor orkest
6. The vlaggen waaien in de wind in allegro voor koor en orkest.

## Discografie
Het is een van de werken, die zeldzaam is opgenomen. In 2011 is er een opname beschikbaar:
- Uitgave Naxos: Pools Nationaal Radio-Symfonieorkest o.l.v. Mark Fitz-Gerald in een opname uit 2008